# Michal Bursa
Michal Bursa (* 1977) je český astronom, který se věnuje relativistické astrofyzice. Od května 2022 působí jako ředitel Astronomického ústavu Akademie věd ČR.

## Vědecká činnost

### Studia
Studoval na Gymnáziu Jana Keplera a současně působil jako studentský průvodce na Štefánikově hvězdárně v Praze na Petříně. Poté vystudoval Matematicko-fyzikální fakultu UK v Praze.

### Vědecká činnost
Od roku 2006 pracuje v Astronomickém ústavu Akademie věd, zpočátku jako postdoktorand, od roku 2011 jako řadový pracovník. Zde se věnuje relativistické astrofyzice. Pracoval na Oddělení galaxií a planetárních systémů ve skupině relativistické astrofyziky, kde se věnoval astronomickým metodám, které přinášejí informaci o vlivu silné gravitace na záření horkého plynu v bezprostřední blízkosti černých děr a neutronových hvězd. Zabýval se při tom i akrečními disky a numerickým modelováním fyzikálních procesů, které v těchto systémech probíhají.
Před svým jmenováním ředitelem působil jako vedoucí pražského pracoviště tohoto ústavu.

### Ředitel Astronomického ústavu
V roce 2022 se přihlásil do konkurzu na uvolněné místo ředitele Astronomickém ústavu Akademie věd po Vladimíru Karasovi, kterému končilo jeho druhé funkční období. Dne 11. března navrhla Rada Astronomického ústavu, aby byl Michal Bursa jmenován ředitelem, a po doporučení Akademické rady AV ČR z 5. dubna jej předsedkyně Akademie věd Eva Zažímalová jmenovala od 1. května 2022 ředitelem.